# Gauliga Südwest/Mainhessen
La Gauliga Südwest/Mainhessen era la principale manifestazione calcistica nello Stato popolare d'Assia, nel Palatinato, nella Saarland e in parte della Provincia d'Assia-Nassau fra il 1933 ed il 1941. A partire da questa data venne aggiunta parte della Lorena francese, e venne divisa in due Gauligen: Hessen-Nassau e Westmark.

## Storia
La lega venne introdotta ne 1933 in occasione della riforma del sistema calcistico tedesco. Fu fondata con dieci club che si sfidavano in un girone all'italiana: il vincitore si qualificava per il campionato nazionale tedesco, mentre le ultime tre classificate retrocedevano. A partire dalla stagione 1939-1940 il campionato venne invece diviso in due gironi, prima da sette, poi da otto squadre.
La stagione 1940-1941 fu l'ultima del campionato: da quella seguente il campionato venne diviso in due Gauligen: Hessen-Nassau e Westmark; quest'ultima Gauliga includeva anche squadre della regione francese della Lorena. Infine, nel dopoguerra le squadre tedesche vennero inglobate nell'Oberliga Süd.

## Vincitori e piazzato della Gauliga Südwest/Mainhessen
Di seguito vengono riportati il vincitore e il piazzato del campionato:
| Stagione | Vincitore             | Secondo posto         |
| 1933-34  | Kickers Offenbach     | Pirmasens             |
| 1934-35  | Phönix Ludwigshafen   | Pirmasens             |
| 1935-36  | Wormatia Worms        | Pirmasens             |
| 1936-37  | Wormatia Worms        | Eintracht Francoforte |
| 1937-38  | Eintracht Francoforte | Borussia Neunkirchen  |
| 1938-39  | Wormatia Worms        | FSV Francoforte       |
| 1939-40  | Kickers Offenbach     | Kaiserslautern        |
| 1940-41  | Kickers Offenbach     | Saarbrücken           |

## Vincitori e piazzato della Gauliga Hessen-Nassau
Di seguito vengono riportati il vincitore e il piazzato del campionato:
| Stagione | Vincitore         | Secondo posto         |
| 1941-42  | Kickers Offenbach | Rot-Weiss Francoforte |
| 1942-43  | Kickers Offenbach | FSV Francoforte       |
| 1943-44  | Kickers Offenbach | Hanau                 |

## Vincitori e piazzato della Gauliga Westmark
Di seguito vengono riportati il vincitore e il piazzato del campionato:
| Stagione | Vincitore      | Secondo posto |
| 1941-42  | Kaiserslautern | Metz          |
| 1942-43  | Saarbrücken    | Metz          |
| 1943-44  | Saarbrücken    | Metz          |